# 长花蒲桃
长花蒲桃（学名：Syzygium lineatum）是桃金娘科蒲桃属的植物。分布在中南半岛、马来西亚以及中国大陆的广西等地，目前尚未由人工引种栽培。